# Dédestapolcsány
Dédestapolcsány község Borsod-Abaúj-Zemplén vármegyében, a Kazincbarcikai járásban.

## Fekvése
A Bükk-vidék területén fekszik, Miskolctól kb. 30 kilométerre északnyugatra.
Csak közúton közelíthető meg: Vadna vagy Nagyvisnyó felől a 2506-os, Miskolc-Mályinka felől a 2513-as, Nekézseny felől a 2518-as úton, Kazincbarcika-Tardona felől pedig a 25 127-es számú mellékúton. Korábban elérhető volt Uppony felől is, a 2524-es úton is, de a Lázbérci-víztározó létesítését követően azt az útszakaszt lezárták a közforgalom elől.

## Nevének eredete
Dédes neve a magyar Dedus személynévből keletkezett, melyet mint személynevet 1221-ben, majd 1230-ban említenek a források. Zadurral és Péterrel együtt szerepel a neve egy mocsolyási oklevélben, amikor cseh hospeseket várjobbágyoknak akartak minősíteni. A Váradi regestrum szerint Dédesen királyi bivalyvadászok laktak.
A mai Dédestapolcsányt alkotó másik településrészt, Bántapolcsányt a 14. században említik először. A település a dédesi várhoz tartozott. Bántapolcsány nevének első felét a Bán-patakról kapta, a Tapolcsány pedig Tapolca nevéhez hasonlóan szláv eredetű, valószínűleg a „nyárfáknál, topolyáknál” lakó toplica szó származéka.

## Története
Dédest 1221-ben említik először, lakosai ekkor királyi várjobbágyok voltak. 1254-ben már állt Dédeskő vára, melynek urai fellázadtak Károly Róbert ellen. A király elfoglalta a várat, ami innentől királyi tulajdonban állt. A 15. században Dédes már mezőváros volt, 1424-ben Luxemburgi Zsigmond második feleségének, Cillei Borbálának adományozta.
A mai Dédestapolcsányt alkotó másik településrészt, Bántapolcsányt a 14. században említik először. A település a dédesi várhoz tartozott.
A törökök 1567. április 2-án kezdték ostromolni a várat Hasszán temesvári pasa vezetésével. Bárius István várkapitány tizenöt napon át védte a várat, és mikor a törökök mégis bevették, felrobbantatta, megölve ezzel több mint 400 törököt. Bosszúból Hasszán pasa leromboltatta a várat. Az erődítményt többé már nem is építették fel.
Dédes várának pusztulása után a király Tapolcsányt a putnoki vár tartozékául jelölte ki, majd 1568-ban Daróczy Máténak adományozta, majd 1582-ben Újszászi János a település birtokosa. A 16. században mindkét falu reformátussá lett. Dédesbe még a Perényiek alatt 1575-ben, míg Tapolcsányba az 1576-os török általi pusztulás után érkeztek reformátusok. Az 1595. évi összeírás Dédesen református templomról tudósít, 1608-ban fából építették a következő templomukat, ami a környék jó részének anyaegyháza lett. A tapolcsányi református templom (melynek építéséről nincs egyértelmű információ) javítási munkálatait 1705-ben a vármegye öt forinttal segítette.
A 16. század utolsó harmadában a két falu török terület lett, adót fizetett a törököknek. A falvakra kirótt szolgáltatások egyre növekedtek, ami visszavetette a fejlődésüket, a nyomasztó terhek alól a lakosok többször elmenekültek.
A 17. században Daróczy István elzálogosította Tapolcsányt Andrási Katalinnak. A 18. században a Primóczi Szentmiklóssy család tagjait találjuk a birtokosok között, Primóczi Szentmiklóssy Ferencet 1757-ben iktatták be Tapolcsány birtokába. A família a 19. század középéig volt a falu egy részének tulajdonosa.
Dédes és Tapolcsány átélte a 20. század nehéz éveit, az I. világháborúban Dédes 30, Bántapolcsány 34 hős fiát vesztette el. A falvakat nem kerülte el a II. világháború sem, 11 halottat követelt Dédesen, 16-ot Bántapolcsányban.
Dédestapolcsány 1950-ben jött létre Dédes és Bántapolcsány összevonásából.

## Közélete

### Polgármesterei

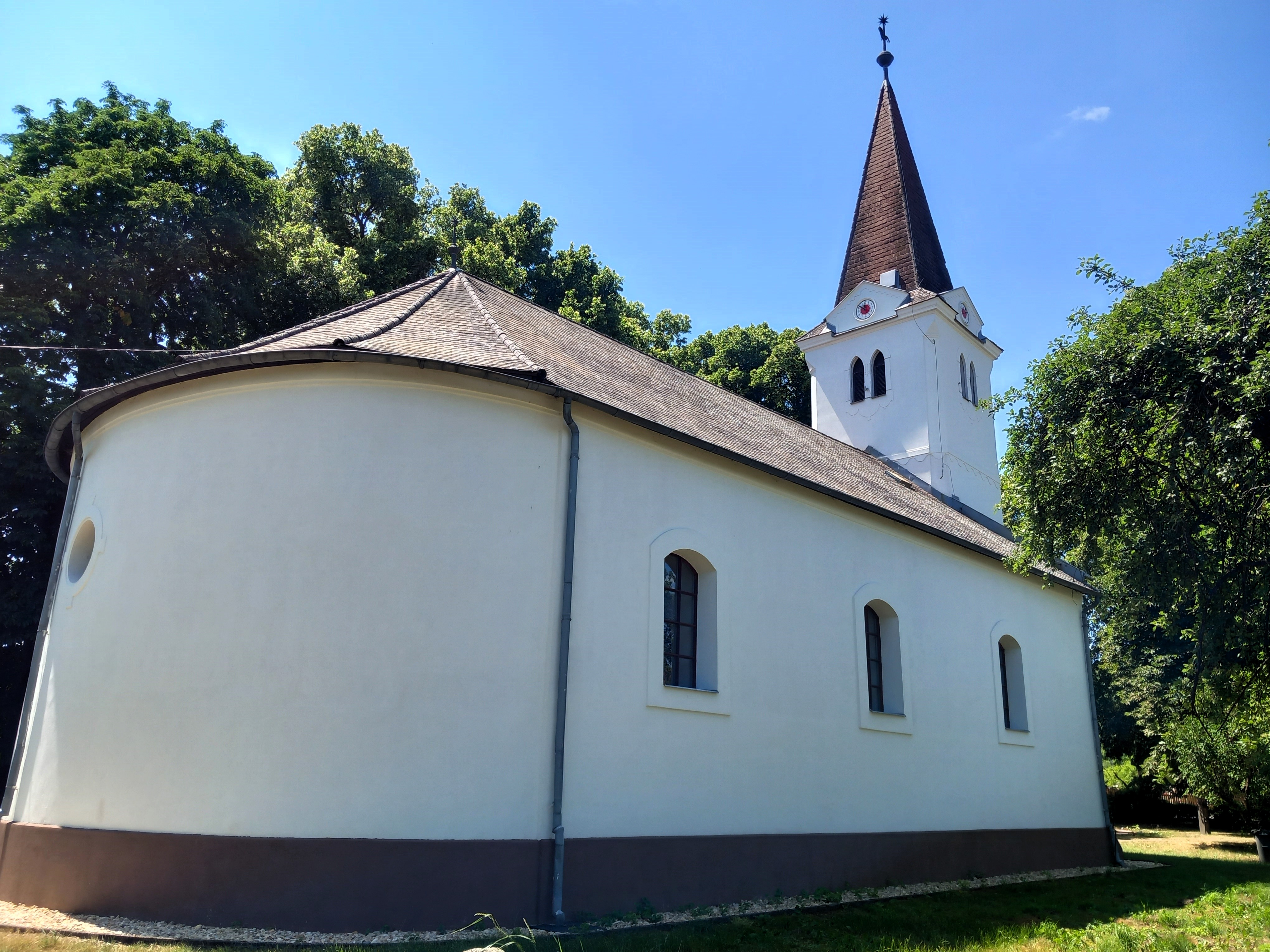
A dédesi református templom

- 1990–1994: Herczeg Bertalan (FKgP)[5]
- 1994–1998: Lukács László (független)[6]
- 1998–2001: Lukács László (független)[7]
- 2001–2002: Lukács László (független)[8][9]
- 2002–2006: Lukács László (független)[10]
- 2006–2010: Lukács László (független)[11]
- 2010–2014: Lukács László (független)[12]
- 2014–2019: Lukács László (független)[13]
- 2019–2024: Lukács László (független)[14]
- 2024– : Németh Attila (független)[1]

A településen 2001. szeptember 30-án időközi polgármester-választást kellett tartani, mert az előző faluvezetőnek – még tisztázást igénylő okból – megszűnt a polgármesteri tisztsége. Ezzel együtt ő is elindult a választáson, és meg is nyerte azt.

## Népesség
A település népességének változása:
| Lakosok száma | 1546 | 1532 | 1526 | 1415 | 1302 | 1304 | 1275 |
|               | 2013 | 2014 | 2015 | 2021 | 2022 | 2023 | 2024 |

2001-ben a település lakosságának 100%-a magyar nemzetiségűnek vallotta magát.>
A 2011-es népszámlálás során a lakosok 88%-a magyarnak, 1,4% cigánynak, 0,3% lengyelnek, 0,2% németnek mondta magát (12% nem nyilatkozott; a kettős identitások miatt a végösszeg nagyobb lehet 100%-nál). A vallási megoszlás a következő volt: római katolikus 24,3%, református 47,3%, görögkatolikus 0,9%, felekezeten kívüli 6% (20% nem válaszolt).
2022-ben a lakosság 94,2%-a vallotta magát magyarnak, 0,3% németnek, 0,2-0,2% szerbnek, lengyelnek, ukránnak és cigánynak, 0,1-0,1% románnak, görögnek, szlováknak és örménynek, 1,8% egyéb, nem hazai nemzetiségűnek (5,8% nem nyilatkozott; a kettős identitások miatt a végösszeg nagyobb lehet 100%-nál). Vallásuk szerint 19,4% volt római katolikus, 40,6% református, 1,4% görög katolikus, 1,5% egyéb keresztény, 0,2% ortodox, 0,1% evangélikus, 8,2% felekezeten kívüli (28% nem válaszolt).

## Neves személyek
- Itt született 1863-ban Komoróczy Miklós Ede főgimnáziumi tanár, néprajzi gyűjtő, lapszerkesztő.
- Lajos Árpád a miskolci Herman Ottó Múzeum neves néprajz-muzeológusa, aki a dédestapolcsányi temetőben nyugszik.
- Dr. Kiss Miklós körzeti magán állatorvos[19]

## Közintézmények
- Lajos Árpád Általános Iskola[20]
- Napköziotthonos Óvoda

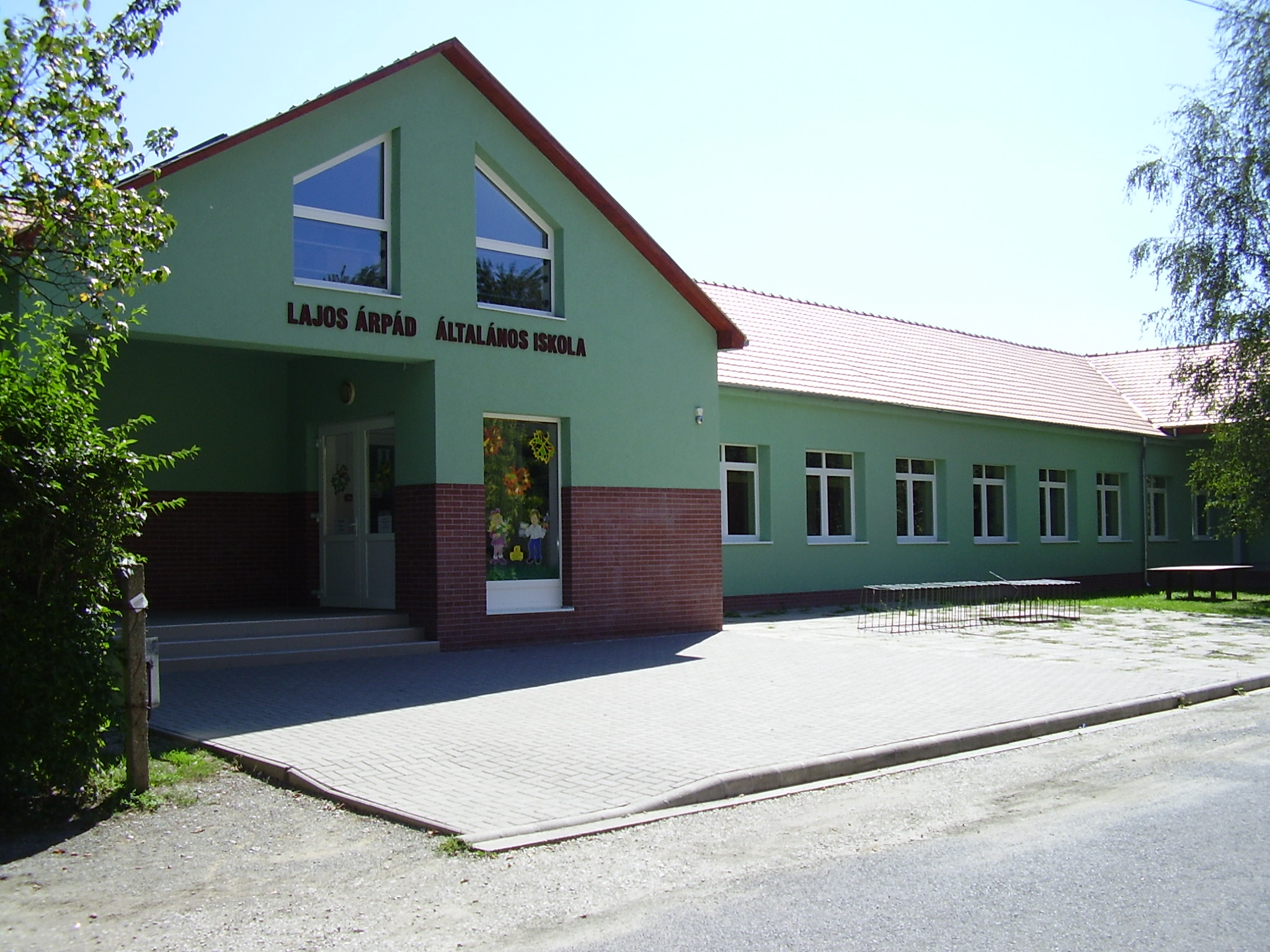
Lajos Árpád Általános Iskola

- Integrált Közösségi Szolgáltató Tér

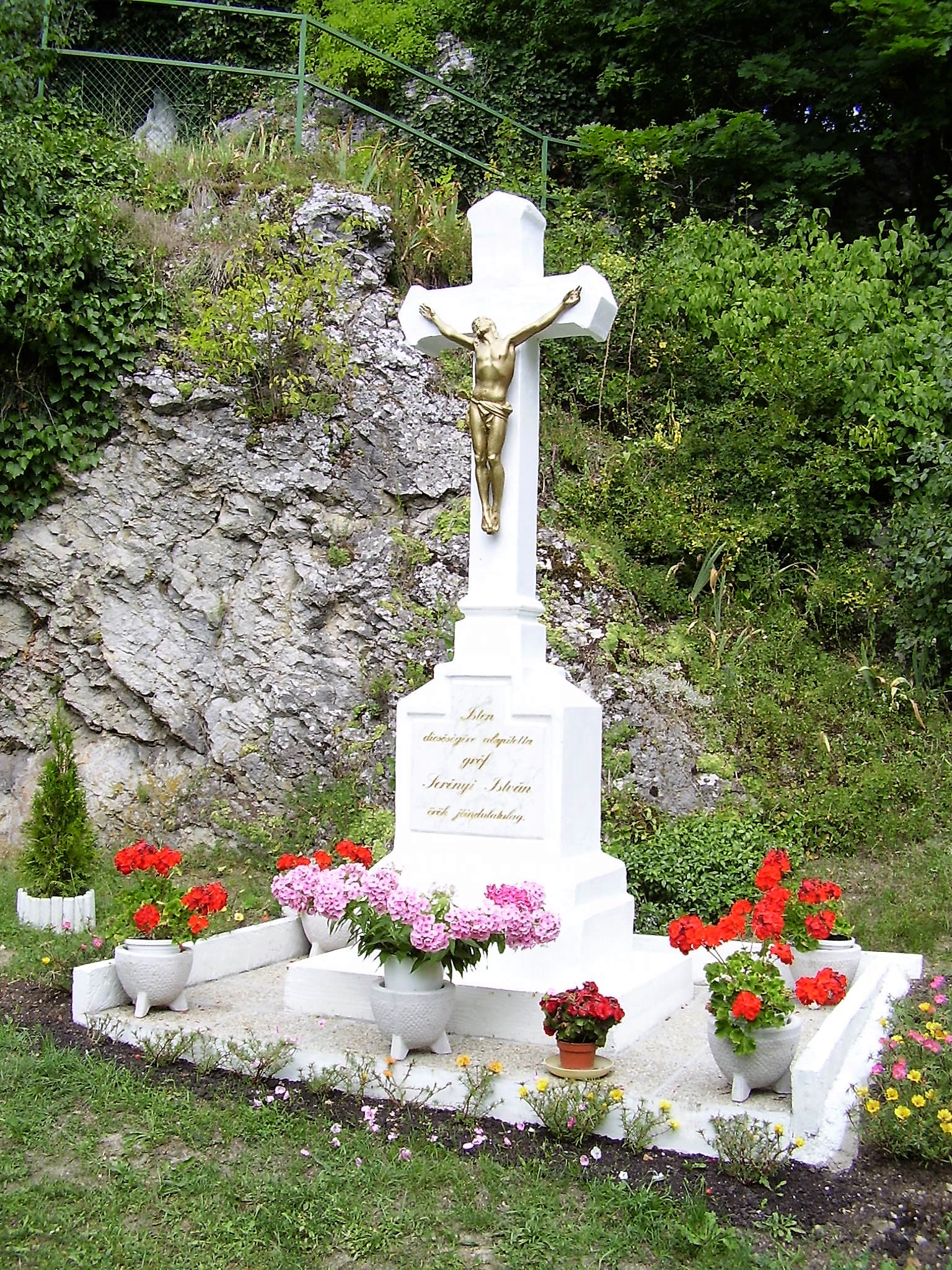
A Serényi István által állíttatott emlékkereszt

- "Déta" Teleház
- Orvosi Rendelő
- Védőnői Szolgálat
- Nyugdíjasház

## Látnivalók
- Dédeskői vár maradványai
- Serényi-kastély (1903, eklektikus stílusú)
- Lázbérci-víztározó
- A dédesi református templom[21]
- A tapolcsányi református templom[22]
- A dédesi római katolikus templom
- Lourdesi Mária-sziklabarlang Mária-szoborral és két emléktáblával
- Serényi István-emlékkereszt
- Cserépedény-gyűjtemény[23]
- Bánvölgye Élménytábor
- Kézművesház[24]
- Turul Terasz
- Szalamandra tanösvény[25]

## Képek

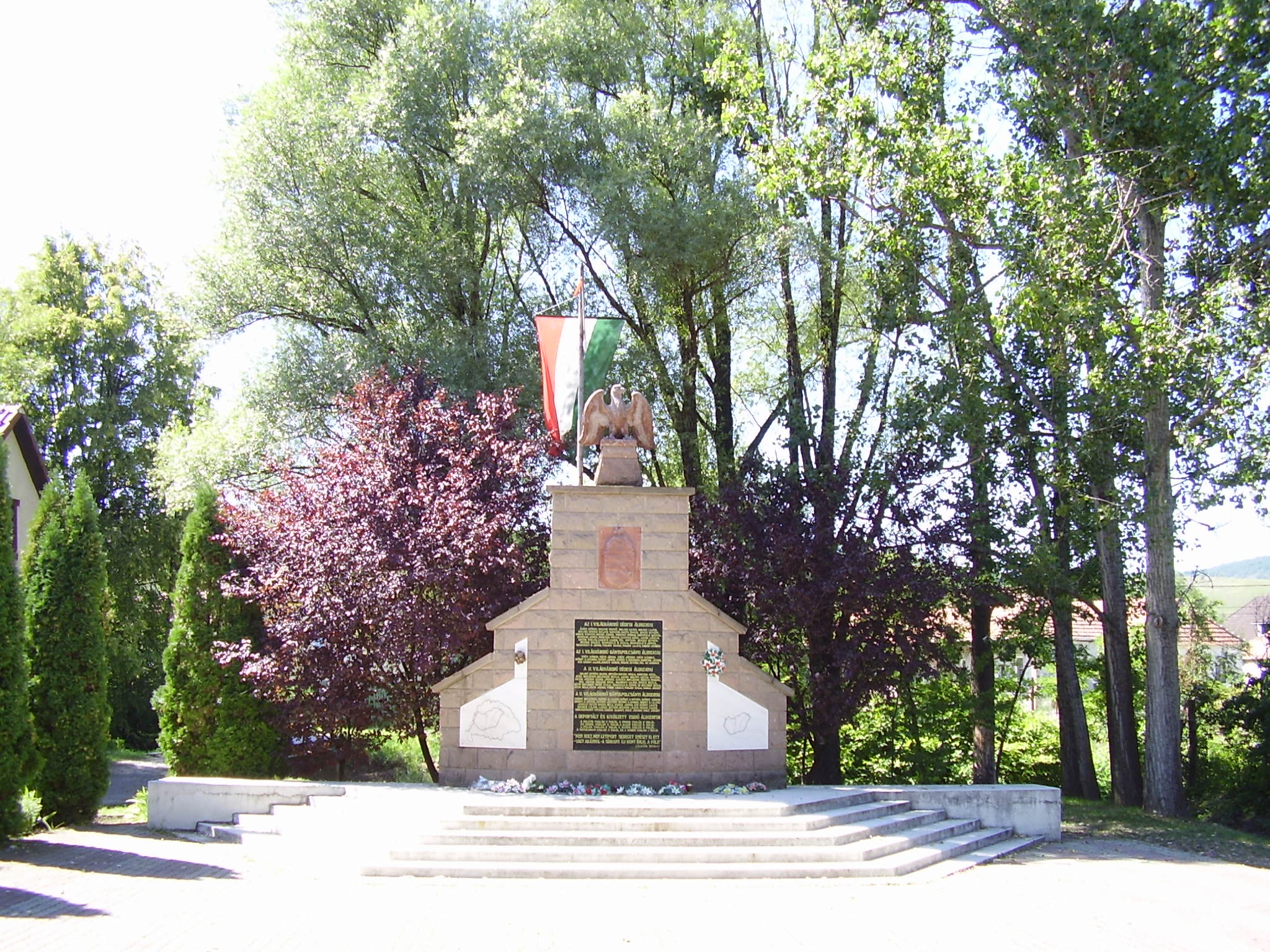
Az első és a második világháború hősi halottainak emlékműve
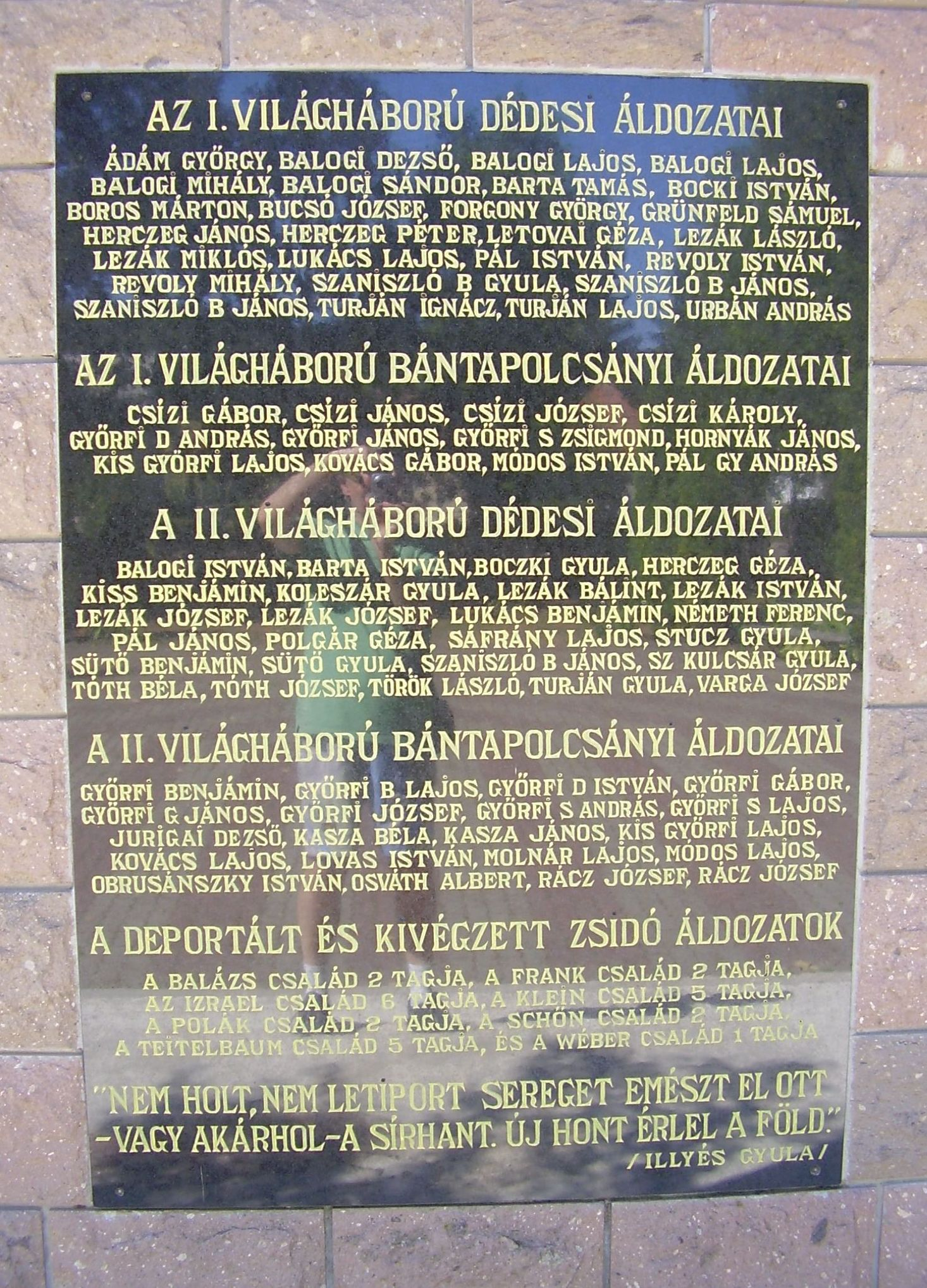
A világháborús emléktábla közelről
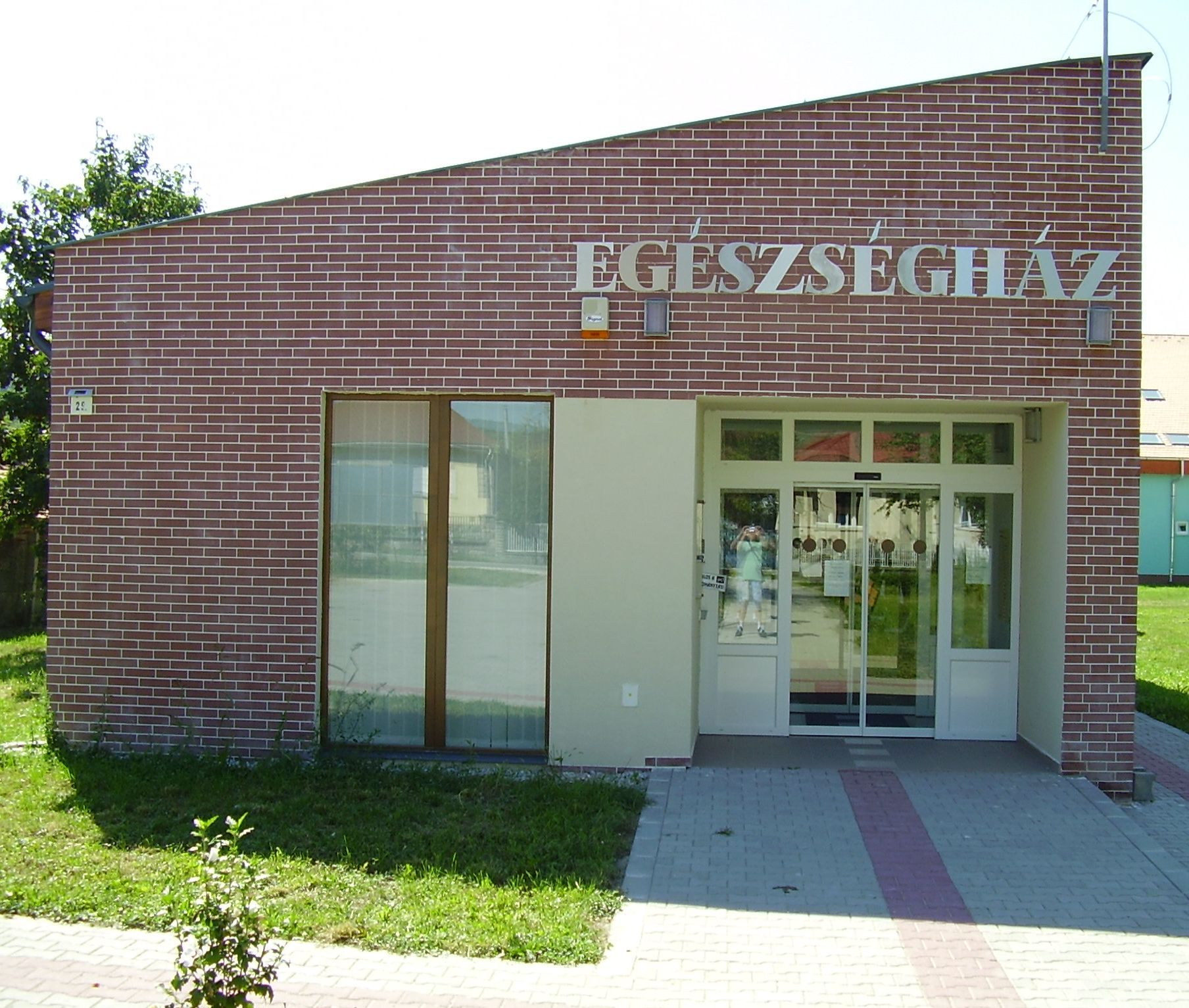
Egészségház
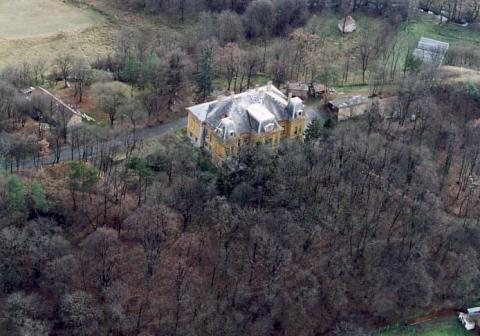
Az 1903-ban épült Serényi-kastély (2007)
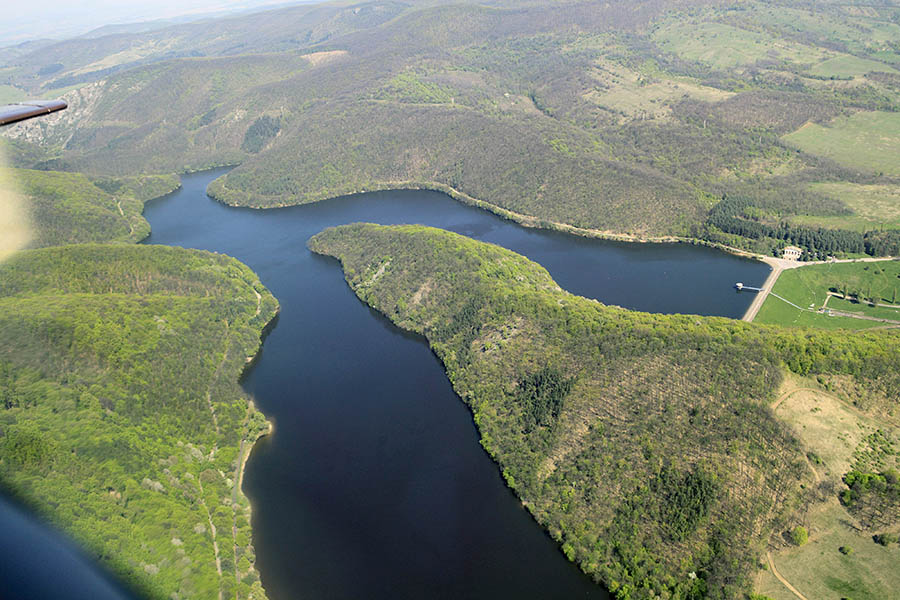
A Lázbérci-víztározó légi felvétele
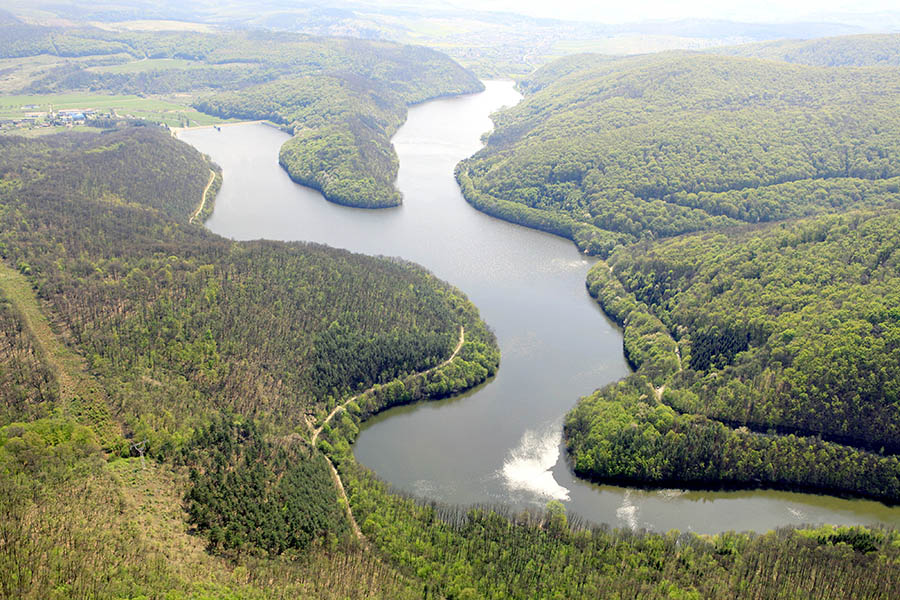
Légi fotón a Lázbérci-víztározó

A környező települések közül Mályinka és Nekézseny 4-4, Bánhorváti és Tardona 7-7 kilométerre fekszik, a legközelebbi városok Kazincbarcika 21 és Ózd 25 kilométerre.